# Увилингийимана, Агата
Агата Увилингийимана (руанда Agathe Uwilingiyimana), также известная как мадам Агата (23 мая 1953, Commune of Mwumba, Нгози — 7 апреля 1994, Кигали) — руандийский политический деятель. Была премьер-министром Руанды с 18 июля 1993 года до своей смерти 7 апреля 1994 года. Была убита в самом начале руандийского геноцида. Является первой и до настоящего времени единственной женщиной, занимавшей пост премьер-министра Руанды.

## Детство и юность
Агата Увилингийимана, хуту по национальности, родилась в 1953 году недалеко от Астриды в селе Ньярухенгери в 140 км к юго-востоку от Кигали, будущей столицы независимой Руанды, в семье крестьян. Вскоре после её рождения семья ненадолго перебралась из Руанды-Урунди в Бельгийское Конго с целью поисков работы. Её отец перевёз семью обратно в Астриду, когда Агате было четыре года. После успешной сдачи государственных экзаменов она получила образование в средней школе Нотр-Дам-де-Сите и получила сертификат, дающий право преподавать гуманитарные науки, в возрасте двадцати лет.
В 1976 году она получила сертификат, дающий право на преподавание математики и химии, после чего стала учительницей математики в социальной школе в Бутаре. В том же году она вышла замуж за Игнатия Барахиру, её сокурсника из её же деревни. Их первый ребёнок появился в конце года, всего в браке родилось пятеро детей.
Когда ей было тридцать лет (в 1983 году), она преподавала химию в Национальном университете Руанды. Финансовых проблем она при этом не испытывала, поскольку её муж получил должность в университетской лаборатории, оклад на которой в два раза превышал заработную плату учителя математики. Она получила степень бакалавра в 1985 году, изучая химию в течение четырёх лет в академических школах Бутаре. Руандийские СМИ впоследствии критически отзывались о её научном образовании, так как считалось, что девушки не должны заниматься наукой.

## Путь к должности премьер-министра
В 1986 году она создала экономический и кредитный кооператив из сотрудников академической школы Бутаре, после чего её важная роль в организации взаимопомощи стала известна властям в Кигали, которые стремились назначить на ответственные государственные посты лиц, происходящих из проблемных южных районов страны. В 1989 году она стала чиновником в Министерстве торговли.
В 1992 году она вступила в Демократическое республиканское движение (MDR), оппозиционную партию, и спустя четыре месяца была назначена министром образования в правительстве Дисмаса Нсенгияремье, первого премьер-министра от оппозиции, занявшего пост по схеме разделения власти, принятой по итогам переговоров между президентом Жювеналем Хабьяриманой и пятью основными оппозиционными партиями. На посту министра образования она отменила систему этнических квот, введя доступ в государственные школы и к получению стипендий, который был связан лишь с показателями учащихся. Это решение привело к враждебному отношению к ней со стороны партий радикальных хуту.
17 июля 1993 года, после встречи президента Хабьяриманы и представителей всех пяти партий, Агата Увилингийимана стала первой женщиной на посту премьер-министра Руанды, заменив доктора Нсенгияремье — человека, который назначил её министром образования и чьи попытки оправдания президента были непопулярны среди остальных партий. Поскольку Увилингийимана не имела столь мощной платформы, как другие кандидаты, и не была союзником Хабьяриманы, считается, что её назначение премьер-министром было основано на политическом расчёте: со стороны президента — относительно того, что её назначение расколет оппозицию, со стороны оппозиции — что она будет управляема. В день её назначения Нсенгияремье приостановил членство Увилингийиманы в MDR (MDR выступила против формирования любого временного правительства, исключающего повстанцев РПФ).

## Арушское соглашение
Правительство Хабьяриманы- Увилингийиманы ещё было правительством с доминированием хуту и имело сложную задачу провести успешные переговоры о мирном соглашении с повстанцами Руандийского патриотического фронта (РПФ), партизанского движения, в котором доминировали тутси. Соглашение между Хабьяриманой, пятью оппозиционными партиями (формально во главе с Увилингийиманой) и РПФ, было в итоге заключено 4 августа 1993 года. В соответствии с этим так называемым «Арушским соглашением» руководимая Хабьяриманой партия MRND должна была сформировать переходное президентство, тогда как премьер-министром должен быть назначен член MDR. Поскольку MDR приостановила членство Увилингийиманы в своих рядах, на замену ей они выбрали Фостена Твагирамунгу (который сыграл важную роль в приостановке её членства в партии).

## Временный премьер-министр
Президент Хабьяримана официально отправил её в отставку с поста премьер-министра спустя восемнадцать дней после назначения на эту должность, но она оставалась временным премьер-министром в течение ещё восьми месяцев, вплоть до своего убийства в апреле 1994 года. Она сохраняла власть, несмотря на враждебное отношение со стороны всех партий с преобладанием хуту, в том числе её «родной» MDR, и правящая партия президента Хабьяриманы, на пресс-конференции, состоявшейся в январе 1994 года, выступила с нападками на Увилингийиману, назвав её «политическим обманщиком».
Приведение к присяге «переходного правительства на широкой основе», или BBTG, произошло 25 марта 1994 года. После этого Увилингийимана должна была уйти в отставку, уступив кресло премьер-министра Фостену Твагирамунга, с гарантией получения для себя министерского поста более низкого уровня в новом правительстве. Однако представители РПФ не появились на церемонии, откладывая тем самым создание нового режима. Она договорилась с ними о том, что новое правительство будет приведено к присяге на следующий день.

## Убийство
Переговоры между президентом Хабьяриманой, Увилингийиманой и Руандийским патриотическим фронтом так и не были закончены, поскольку самолёт президента был сбит ракетами приблизительно в 8:30 вечера 6 апреля 1994 года. С момента смерти Хабьяриманы до её убийства на следующее утро (примерно в 14 часов) премьер-министр Увилингийимана являлась конституционным главой правительства Руанды.
В интервью Радио Франции в ночь после убийства президента Хабьяриманы Увилингийимана заявила, что будет организовано немедленное расследование. Она также произнесла свои последние записанные слова:
Это стрельба, людей терроризируют, люди в собственных домах лежат на полу. Мы, я полагаю, страдаем от последствий смерти главы государства. Мы, гражданские, ни в коей мере не ответственны за смерть нашего главы государства.
Миротворческие силы ООН направили бельгийский эскорт к её дому до 3 утра следующего дня; они предназначались для её сопровождения на Радио Руанды, откуда она собиралась с утра прочитать речь, призывающую к национальному спокойствию. Дом Увилингийиманы после этого охранялся снаружи пятью ганскими солдатами войск ООН в дополнение к десяти бельгийским солдатам. Внутри дома её семья охранялась президентской гвардией Руанды, но между 6:55 и 7:15 утра президентская охрана окружила войска ООН и потребовала от них сложить оружие. Голубые каски в конечном счёте согласились сделать это, передав своё оружие руандийцам до 9 часов утра. Солдат из Ганы отпустили, для бельгийцев это решение имело в итоге фатальные последствия.
Увидев противостояние около своего дома, Агата Увилингийимана и её семья укрылись на базе волонтёров ООН в Кигали около 8 утра. По словам людей, которые были свидетелями во время расследования действий Организации Объединённых Наций, руандийские солдаты вошли на базу в 10 часов утра и стали искать Агату Увилингийиману. Опасаясь за жизнь своих детей, Агата и её муж вышли к ним и были застрелены президентской гвардией утром 7 апреля 1994 года. Её дети бежали и в конце концов нашли убежище в Швейцарии. В своей книге «Me Against My Brother» Скотт Петерсон писал, что солдаты войск ООН, посланные для защиты Увилингийиманы, были кастрированы, после чего им заткнули рты их собственными гениталиями, а затем убили.
В своей книге «Shake Hands with the Devil» командир сил ООН Ромео Даллер писал, что Увилингийимана и её муж принесли себя в жертву сторонникам геноцида, чтобы спасти своих детей, которые были успешно спрятаны в прилегающем жилом комплексе для сотрудников Программы развития Организации Объединённых Наций. Дети выжили и были подобраны капитаном Мбайе Дианем, военным наблюдателем ООН, который доставил их нелегальным путём в отель des Mille Collines. В конечном счёте они были переселены в Швейцарию.
Майору Бернарду Нтияхаге Международным трибуналом по Руанде (МТР) было предъявлено обвинение в убийстве Увилингийиманы и миротворцев ООН, но затем оно было снято. Он был в конечном счёте признан виновным только в убийстве миротворцев. 18 декабря 2008 года МТР признал полковника Теонесте Багосору виновным в геноциде, преступлениях против человечности и военных преступлениях и приговорил его к пожизненному заключению, в частности, в связи с его участием в убийствах Увилингийиманы и бельгийских миротворцев.

## Наследие
Несмотря на небольшую продолжительность, её политическая карьера стала прецедентом, поскольку она была одной из немногих женщин-политических деятелей в Африке. Она занимала должность в одно время с Сильви Киниги, премьер-министром Бурунди. В память о покойном премьер-министре Руанды организация Форум африканских женщин-педагогов (FAWE) учредила конкурс на премию её имени — The Agathe Innovative Award Competition. Премия финансирует образовательные и капиталообразующие проекты, направленные на улучшение перспектив образования африканских девочек. Одним из членов-учредителей FAWE была Агата Увилингийимана.